# 国道101号線 (アメリカ合衆国)
国道101号線（英: U.S. Route 101）は、アメリカ合衆国の国道の一つ。カリフォルニア州、オレゴン州、ワシントン州をアメリカ西海岸に沿って南北に縦断する。カリフォルニア州中南部海岸では古い伝道所とプエブロ集落、砦を結んだ旧街道の経路を踏襲していることから、エル・カミノ・リアル（王の道）とも呼ばれる。数箇所でカリフォルニア州道1号線と合流する。
アメリカ全州道路運輸行政官協会の指針で、原則として南北方向の国道には東から順に1桁か2桁の奇数を、その内大陸を縦断する幹線には下1桁が1の番号を割り当てることになっている。本路線は大陸縦貫路線なので、原則通りに番号を付けると91号線となる。しかし91番を当路線に割り振ってしまうと、空いている93、95、97、99の4番号をみすみす無駄にしてしまうことになる(当路線は全米国道網の最西端を走っているため、本路線より大きい2桁の奇数番号は使えなくなってしまう)。91号の次の幹線用の番号は101号だが、これは幹線用ではなく1号線の支線用の番号である(3桁の国道は対応する1あるいは2桁の国道の支線に割り当てられる。例えば321号線は21号線の支線)。99番を使うこともできたが、それでは本線が幹線であることと矛盾してしまう。そこで苦肉の策として101番は上1桁が「10｣の実質2桁の番号として扱うこととし、本路線を101号線として指定した経緯がある。そのため国道網の最西端を走る路線は99号線ではなく当101号線になっている。
国道101号線はかつて太平洋岸を走る主要な南北縦断道路であった。サンフランシスコ北部では、現代的な設計された州間高速道路5号線を筆頭とする州間高速道路システムの道路に、既にその重要性が受け継がれている。国道101号線は、ロサンゼルス-サンフランシスコ間では平行する幹線道路あるいはフリーウェイとして現在も使用されており、またほぼ全長に及んで州間高速道路の代替道路となっている。1964年にカリフォルニア州はロサンゼルス南端で国道101号線を分断して終点と定め、以南は州間高速道路5号線に受け継がれた。サンディエゴ郡北部において旧道は、サンディエゴ郡道21号線あるいは旧国道101号線として知られている。
国道101号線の北側終点はワシントン州オリンピアである。しかし北端は経由地点であるワシントン州ポートエンジェルスである。国道101号線の南側終点（南端）はカリフォルニア州ロサンゼルスにある世界で最も交通の激しい立体交差であるイーストロサンゼルスインターチェンジである。

## 経路
国道101号線はオレゴン州では「オレゴン・コースト・ハイウェイ」と呼ばれる。カリフォルニア州南部の住民からは「ザ・101」と呼ばれ、カリフォルニア州北部、オレゴン州、ワシントン州の住民からは単に「101（ワンオーワン）」とも呼ばれる。サンフランシスコ北部からオレゴン州にかけては「レッドウッド・ハイウェイ」、サンフランシスコ半島では「ベイショア・フリーウェイ」、カリフォルニア州中部では「パシフィック・ハイウェイ」、カリフォルニア州南部では、イーストロサンゼルス-カーピンテリア間の都市部道路を指して「サンタアナ・フリーウェイ」、「ハリウッド・フリーウェイ」、「ベンチュラ・フリーウェイ」の呼称が用いられる。2008年、カリフォルニア州カマリロConejo Grade地区～オールドタウン地区のフリーウェイ区間が、旧カマリロ家牧場境界線まで延伸したことから市名を称え、アドルフォ・カマリロ記念ハイウェイの名で献呈された。ベイエリアの都市部の経路は、ジェームズ・リック・フリーウェイ、ベイショア・フリーウェイ、セントラル・フリーウェイの名で呼ばれる。カリフォルニア州サリナス北部の一部経路はシグ・サンチェス・ハイウェイと呼ばれる。サンフランシスコの市街地では、101号線という番号ではなく各街路名で通例呼ばれる。カリフォルニア州南部-ベイエリア間の一部では、エル・カミノ・リアルもしくはエル・カミノ・リアル・ハイウェイの名が付いているが、日常会話で道路番号の代わりにこれらの名前が用いられることは稀である。

### カリフォルニア州

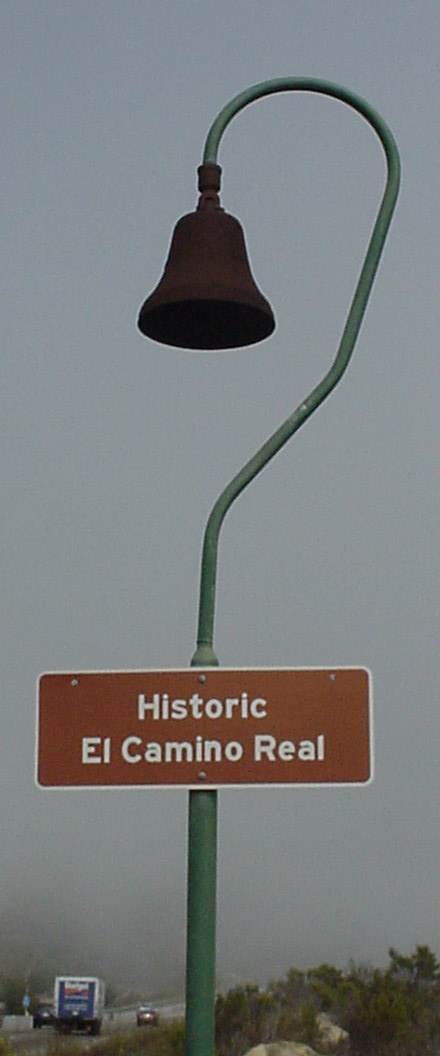
旧"エル・カミノ・リアル"のルートを示す鐘（サンタバーバラ郡）

カリフォルニア州南部では、国道101号線はロサンゼルス都市圏北西地域に向かって交通の激しい通勤道路となっている。これに含まれる地域は、コネホ・バレー西部とオックスナード平原に位置するベンチュラ郡、およびコネホ・バレー東部とサンフェルナンド・バレーに位置するロサンゼルス郡である。この経路はイーストロサンゼルスからロサンゼルス市中心街までサンタアナ・フリーウェイと呼ばれる。ロサンゼルス市中心街北部からはハリウッド・フリーウェイとなりカウェンガ・パスまで続き、カウェンガ・パスで西に曲がるとベンチュラ・フリーウェイになる。これに含まれる地域は、ハリウッド、サンフェルナンド・バレー南端、およびヒドゥンヒルズ、カラバサス、アゴウラヒルズ、ウェストレイクビレッジ、サウザンドオークス（ニューベリーパークを含む）、カマリロ、オックスナード、ベンチュラ、サンタバーバラの各市である。国道101号線は旧エル・カミノ・リアルと一部南部で合流する。

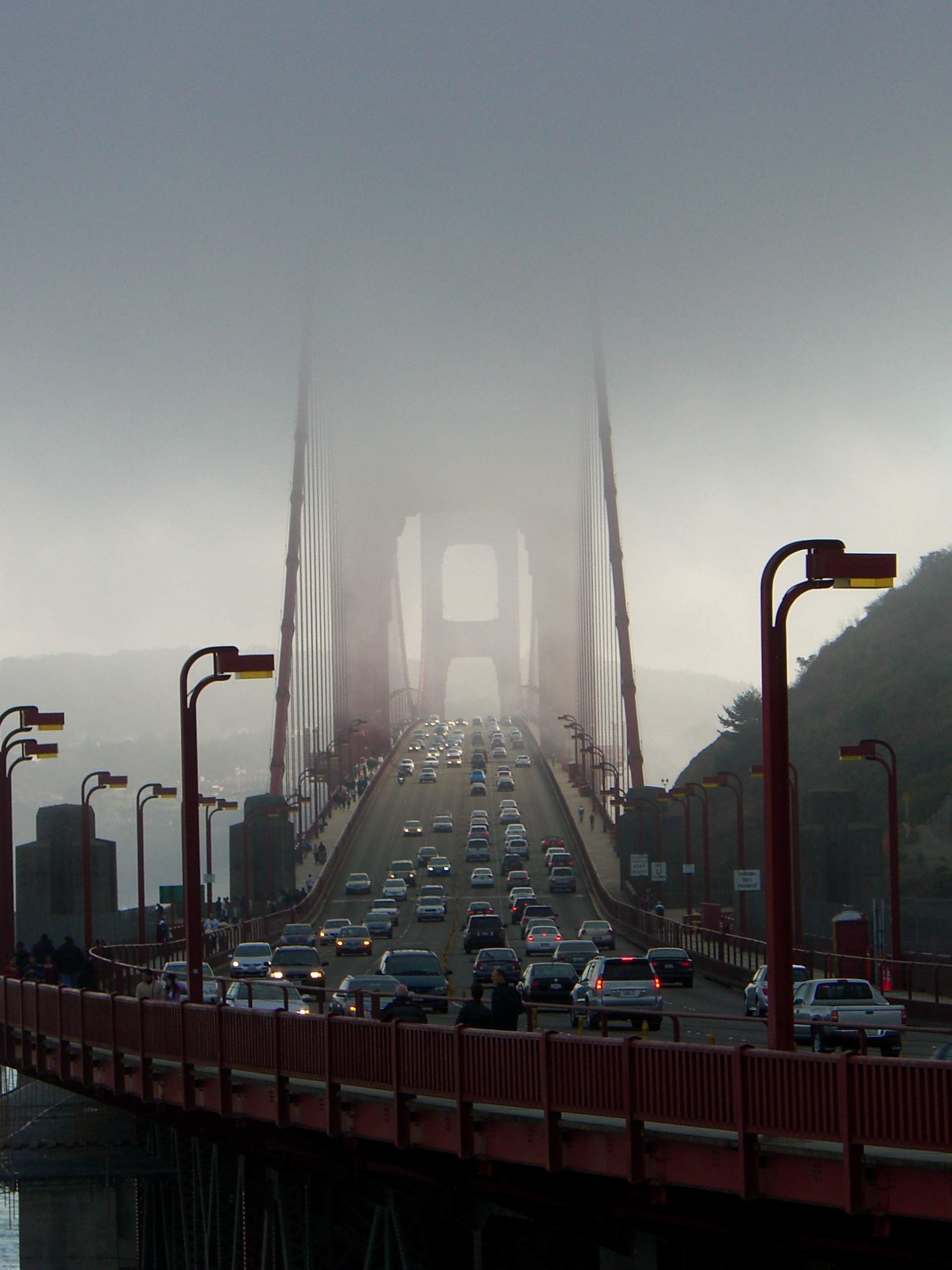
サンフランシスコ湾に架かるゴールデンゲートブリッジ。国道101号線が通る。

カリフォルニア州北部に入ると、国道101号線はサンフランシスコ・ベイエリアを行き来する主要海岸道路になる。シリコンバレーを構成するサンマテオ郡やサンタクララ郡などの都市の通勤者は州間高速道路280号線と合わせて必須の道路となっている。国道101号線を（Van Ness Ave., Lombard St., and Richardson St.を抜けて）北に進むと、ゴールデンゲートブリッジを渡ってサンフランシスコの市域から離れる。この区間はマリン郡とソノマ郡の住民がサンフランシスコに出向く主要な通勤道路となっている。海岸を掠めると、国道101号線はワイン農業地帯、レッドウッド（セコイア）の森に入り込み、その後再び海岸線にあるユーレカに到着する。その後、ノースコーストの特別地形地帯を抜けて、レッドウッドの広大な保護森林公園（レッドウッド国立公園）に続く。その後、オレゴン州境界線に到着する。
ワシントン州と異なりカリフォルニア州では、ノースハリウッドのポイント・コンセプションと、カリフォルニア州道134号線及び170号線との間で東西に走る国道101号線の長距離区間に「東方向」や「西方向」の表示を設けていない。その代わり、カリフォルニア州交通局は101号線の全体的な視点から、この区間においても「北方向」や「南方向」の表示で徹底している。交通情報などで地元がこの区間を言及する際は、南方向車線を「東方向」、北方向車線を「西方向」と呼んでいる。1990年代後半、カリフォルニア州交通局はサンフェルナンド渓谷において国道101号線に隣接する一般道路に、東方向入口と西方向入口を示す標識の設置を開始した。カリフォルニア州交通局は南北方向による旧来の案内表示を置き換えたのみで、本線や周辺道路の標識には変更を加えなかったこともあり、現在でも高速道路の標識などには南北方向による案内標識が依然として用いられている。

### オレゴン州
国道101号線は、ブルッキングズの6 km (4 mi)南からオレゴン州に入り、アストリア付近のオレゴン州北端を除いて太平洋が常に視界に入る経路を辿る。ただし、例外としてティラムック南部で一時的に大きく内陸に入り込む。フローレンスではサイユースロー・リバー・ブリッジと呼ばれる橋を渡る。フローレンスからヤハッツまでの一帯は国道101号線でも有数の景勝地とされている。太平洋岸にはヘセタ・ヘッド灯台を始め、数多くのオレゴン州立公園が存在する。国道101号線はオレゴン州沿岸のほぼ全ての町（キャノンビーチなどを除く）の主要道路となっているため、常時ではないが渋滞が頻発する。アストリアでは、コロンビア川の河口付近に全長6 km (4 mi)のアストリア＝メグラー橋が架かり、これを越えるとワシントン州に突入する。その後、コロンビア川下流にあるイルワコに続く。

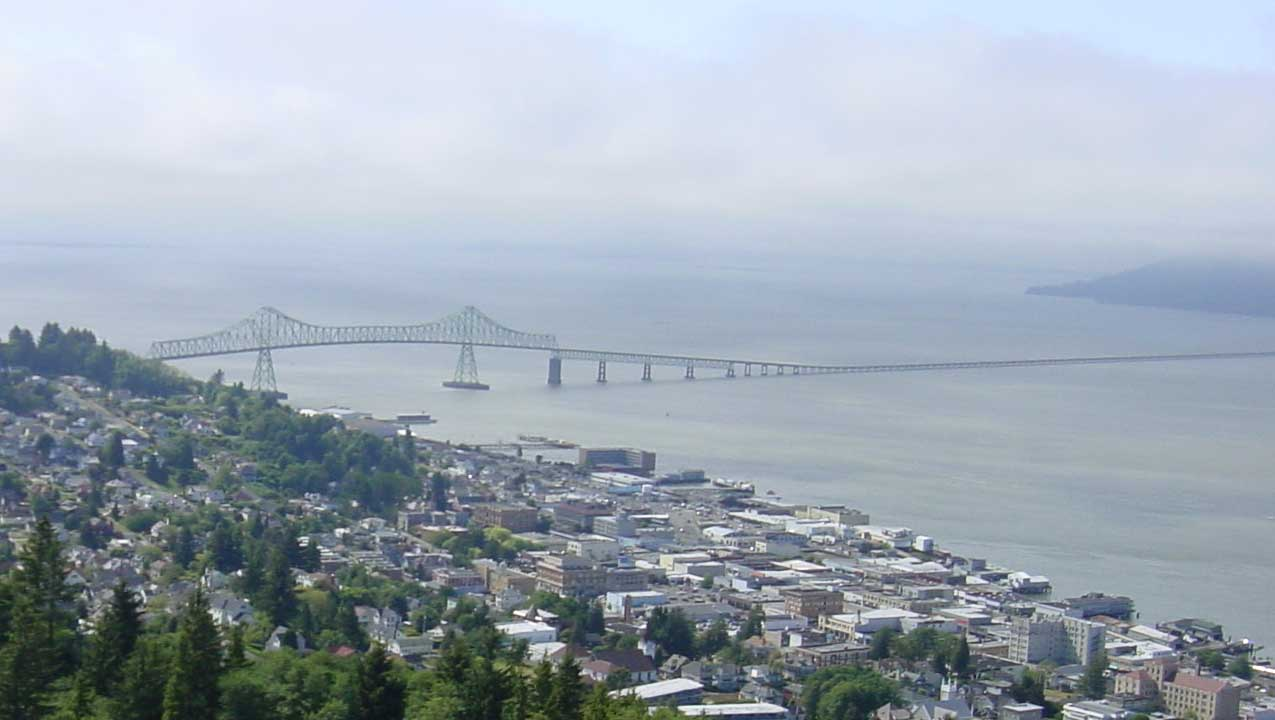
コロンビア川に架かるアストリア＝メグラー橋。国道101号線が走る。

### ワシントン州
ワシントン州における国道101号線はイルワコから始まる。イルワコから海岸線をレイモンドまで延々と辿り、その後アバディーンの北部まで真北に進むと、オリンピック国立公園に突入する。アメリカ自動車協会はアバディーン北部からポートエンジェルス及びスクイム東部までの区間を景勝間道に指定しているが、1990年代前半に行われた皆伐により、キノー・インディアン保留地とオリンピック国立林を貫通する同区間の景勝価値は損なわれた。スクイムから東に進むと経路は南に曲がり、シェルトンを抜けて国道101号線の「北側の終点」であるワシントン州の州都オリンピアに到着する。シェルトンではワシントン州道3号線との交差点から2車線のフリーウェイ型バイパスとなり、ワシントン州道8号線との重複区間を経て、終に州間高速道路5号線に到着する。
国道101号線はワシントン州に入ると、太平洋岸に沿ってオリンピック半島の西側を北上する。オリンピック半島の北西端で国道101号線は東に方向を変え、半島の北側をファンデフカ海峡に平行に進む。オリンピック半島の北東端に着くと南に方向を変え、半島の東側をフッドカナル（フッド入り江）西岸に沿って南下し、オリンピアの州間高速道路5号線との分岐点で終点を迎える。ワシントン州道112号線との2つの交差点に挟まれた区間では、国道101号線の標識は東方向／西方向が用いられる。ワシントン州道20号線との交差点の南では、国道101号線は北方向／南方向の表示が再び用いられるようになるが、ここでは南北が180度逆の向きで用いられている。海岸沿いの町アバディーンとオリンピアを直接結ぶ道路は、国道12号線とワシントン州道8号線である。
国道101号線のワシントン州区間は、ワシントン州改正条例§47.17.165によって規定されている。

## 歴史

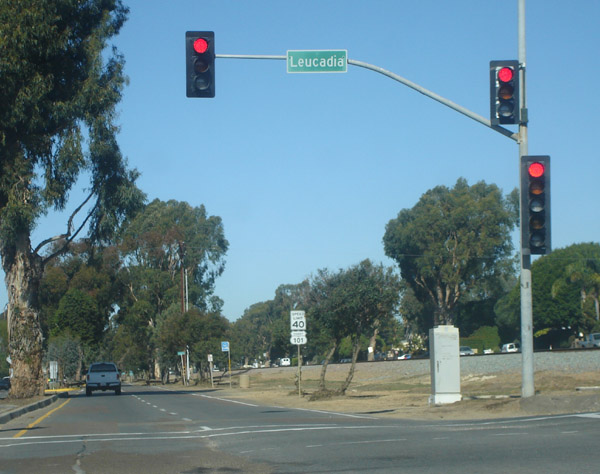
サンディエゴ郡北部の旧国道101号線

旧国道101号線は、今日でもサンディエゴ郡のオーシャンサイドとメキシコ国境の間で、様々な道路名が付いて残っている。まず、オーシャンサイドの市内はコースト・ハイウェイと呼ばれる。カールスバッドに入るとカールスバッド・ブルバードになるが、エンシニータス南部ではコースト・ハイウェイ101号線となる。ソラナビーチでもハイウェイ101号線の名称は守られるが、デル・マーに入るとカミーノ・デル・マーと呼ばれるようになる。以上、これらの道路を全て合わせてサンディエゴ郡道21号線を構成する。その後、ラホヤで州間高速道路5号線にぶつかるまでトーリー・パインズ・ロードに沿って続く。サンディエゴに入ると、旧101号線は州間高速道路5号線の経路を辿り、これがパシフィック・ハイウェイ（現在の州間高速道路5号線の少し西にある旧101号線のフリーウェイ）まで続く。その後、道路名はハーバー・ドライブ、ブロードウェイと続き、サンディエゴのダウンタウン、チュラビスタを抜けて、ナショナルシティにあるナショナル・シティ・ブルバードに続く。州間高速道路5号線が完成するまで、現在の州間高速道路5号線の南部はしばらく国道101号線として使われていた。これは現在までに全て廃止されているが、その経路は現存しており、旧101号線と案内する標識もあちこちに存在する。

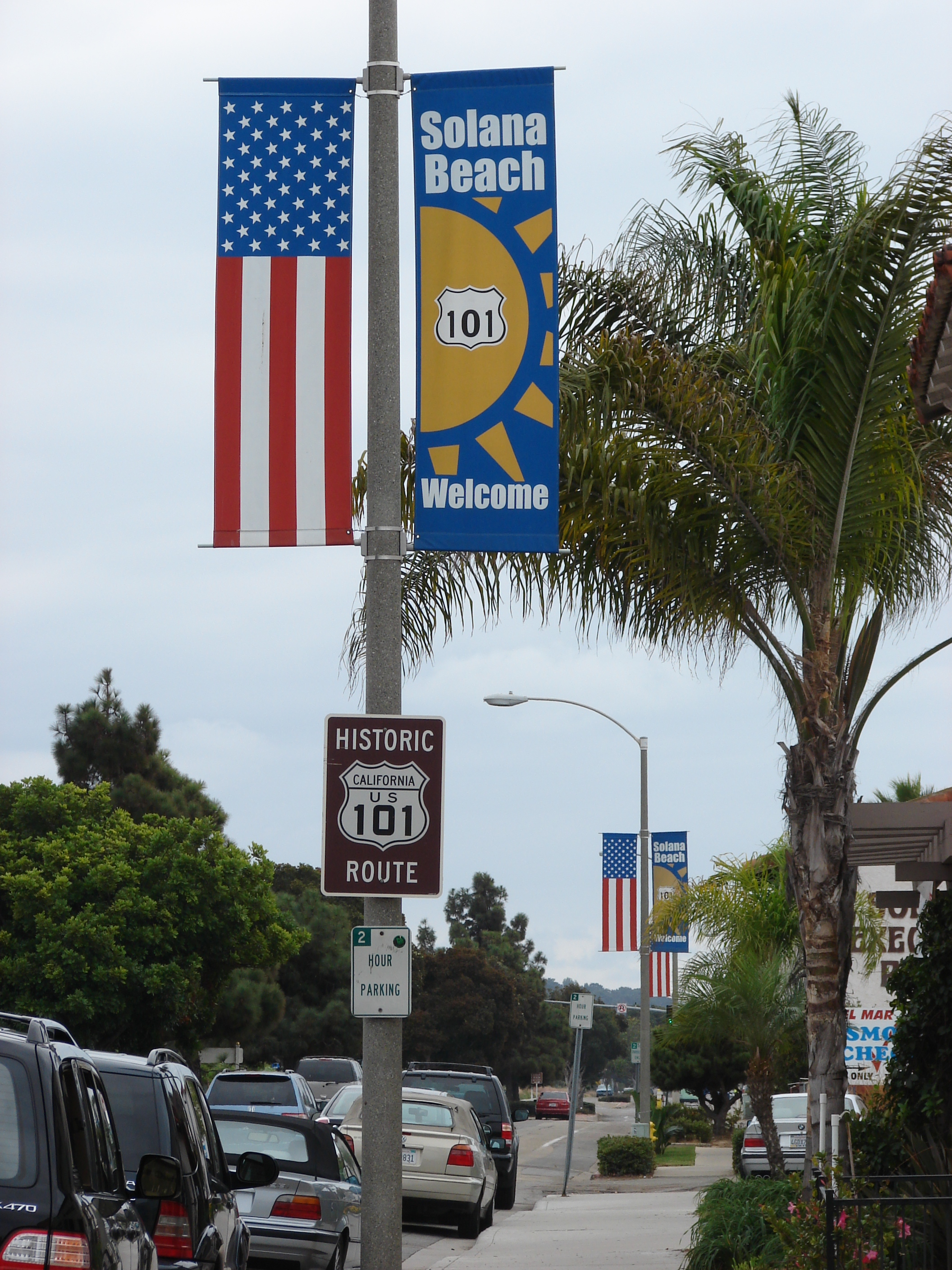
ソラナビーチにある旧国道101号線

ギルロイとサンフランシスコの間にある旧国道101号線の大部分は、迂回路101号線（Business 101）またはカリフォルニア州道82号線として現在も使用されている。一方、迂回路101A号線はフリーウェイに平行して走るとびとびの道路であり、場合によってはフリーウェイへの連絡道路となっている。
サンフランシスコとサンディエゴの間で地上を走る迂回路101号線とカリフォルニア州道82号線の多くの部分はエル・カミノ・リアル（王の道）として指定を受けている。エル・カミノ・リアルとは元々、スペイン王および副王の権威のもとで多くの大通りに付いた指定であった。エル・カミノ・リアルはカリフォルニアで最初の主要道路となった。
ゴールデンゲートブリッジが完成する前、国道101号線はサンフランシスコ・ベイエリアで2つに分かれていた。国道101号西線（101-W）は、今日サンノゼからサンフランシスコに続く101号線の経路と同一である。他方、国道101号東線（101-E）は今日ではサンノゼからオークランドに続く州間高速道路880号線となっている。当時ゴールデンゲートブリッジがなかったため、国道101号西線はゴールデンゲート海峡を横切るフェリー経路となっていた。今日、101号西線はヴァンネスまで続いているが、ロンバートで左折することなくハイド・ストリート埠頭で終点を迎える。この地点から、フェリーに乗船しゴールデンゲート海峡を横切って対岸のサウサリートに到着すると、直接サウサリートのメインストリートに続き、再び国道101号線の標識に出会うことになる。
国道101号東線は1940年代に廃止され、サンノゼとサンタローザを結ぶカリフォルニア州道17号線になった（更に後には州間高速道路880号線と580号線になる）。1950年代初頭にはサンフランシスコ半島東部にベイショア・フリーウェイが建設されたため、エル・カミノ・リアルに沿う旧国道101号線は、国道101号代替線（U.S. 101 Alternate, 101-a）となり、ベイショア・フリーウェイは国道101号線バイパス（U.S. 101-Bypass, 101-B）となった。1964年、カリフォルニア州は多くの州道の再附番を行い、エル・カミーノはカリフォルニア州道82号線となった他、ベイショア・フリーウェイはバイパスの指定を解除された。

## 大衆文化
近年、国道101号線は映画、大衆文化、音楽などで国際的な再認知を受けている。国道66号線を始めとする伝説的な自動車旅行の道路と同時に引用されることが多く、アメリカの文化や生活スタイルの象徴として扱われている。国道101号線そのものが描写された例としては、南カリフォルニアが舞台のThe O.C.のいくつかのエピソードがあり、ファントム・プラネットによる同作のテーマソング「カリフォルニア」にも登場する。